# Carlo della Giacoma
Carlo della Giacoma (né le 3 mars 1858 à Vérone, décédé le 9 avril 1929 à Todi) est l'un des compositeurs et chefs d'orchestre italiens les plus appréciés de la fin du XIXe siècle. Il a écrit un nombre considérable de compositions pour orchestre, fanfare et divers instruments solistes, qui nous sont presque toutes parvenues sous forme de manuscrits.

## Biographie
Carlo della Giacoma est issu d'une famille des vallées du Tyrol du Sud et s'est installé à Chivasso et à Turin dans sa jeunesse. Au début des années 1870, il étudie la musique au Collège militaire de Milan, puis au Liceo musicale de Turin.
En 1877, il commence une carrière militaire dans l'armée royale italienne, qui durera vingt-sept ans, d'abord comme clarinettiste, puis à partir de 1888 comme chef de musique du 38e régiment d'infanterie (en italien : 38° Reggimento Fanteria), stationné à Ancône, Livourne, Trapani, Palerme et Mantoue.
Retraité de l'armée pour cause d'ancienneté le 1er janvier 1904, il s'installe à Todi, où il occupe les fonctions de directeur de la fanfare municipale, d'enseignant de l'école municipale et de professeur de musique à l'institut Artigianelli "Crispolti". La municipalité arrête toutes les activités culturelles en 1914.
Ce n'est qu'en 1919 que Carlo Della Giacoma reprend ses activités musicales à Todi que la municipalité arrête à nouveau en 1923. 
Tourmenté par les événements politiques de 1923, soumis aux harcèlements, aux agressions et aux mesures restrictives exercées par le régime fasciste naissant, il s'installe à Monte Castello di Vibio (Pérouse) de 1924 à 1926; après avoir subi une nouvelle attaque des escadrons fascistes et l'humiliation de huit jours d'emprisonnement préventif, sans occupation et dépressif, Carlo della Giacoma se suicide par arme à feu le 9 avril 1929 à Todi.
Carlo della Giacoma entretenait de nombreux contacts, amitiés et relations significatives avec des personnalités illustres telles que Pietro Mascagni, Pietro Gori, Giovanni Marradi (en), Giovanni Pascoli, Giosuè Carducci, Sabatino Lopez (it), Guido Menasci, Giovanni Targioni-Tozzetti, Augusto Rivalta, Muzio Chesi, Giulio Bartoli, Ernesto Vallini, Angelo Delavigne et les chanteurs Papeschi, Gualtier-Messa, Hynes Orsini, Zonchi et Cantarelli.
Carlo della Giacoma parlait, écrivait et étudiait couramment en français et en allemand.

## Œuvres notables
- Fantasia d'après Cavalleria Rusticana de Pietro Mascagni op. 83 (1891), pour clarinette et piano ;
- Fantasia d'après Tosca de Giacomo Puccini op. 171 (1900), pour clarinette et piano[2] ;
- Metodo per clarinetto (méthode pour clarinette) op. 195 (1904).

### Liste des œuvres
La liste des œuvres est disponible sur le site du centro studi Carlo della Giacoma. 

#### Musique vocale
I. Romances (pour voix et piano)
- Dimmi che m'ami op. 8 no 1 (1884 Bari)
- Preghiera op. 8 no 2 (1884 Spoleto)
- A Satana. Invocazione d'un disperato op. 8 no 3 (1885 Spoleto)
- Senza di te op. 9 no 1 (1885 Spoleto)
- Memento op. 9 no 2 (1886 Spoleto)
- Novo Fiore op. 9 no 3 (1886 Spoleto)
- Fate la carità op. 10 no 1 (1886 Spoleto)
- Fior perduto op. 10 no 2 (1887 Spoleto)
- Sulla tomba d'un amante. Imprecazione e pianto op. 10 no 3 (1888 Roma)
- Sempre aspetto op. 55 no 1 (1898 Ancône)
- Canzoncina per Florindo op. no 1 (1914 Todi)
- Serenata di Pierrot op. 98 no 2 (1919 Todi)
- Vorrei saper op. 118 no 1 (1915 Todi)

II. Mottets (pour voix et orgue/harmonium)
- Ave Maria op. 95 no 1 (1905 Todi)
- Offerta del cuore a Maria S. S. op. 95 no 2 (1920 Todi)
- Inno a Maria S. S. rifugio dei peccatori op. 95 no 3 (1921 Todi)
- A Maria S. S. dei portenti op. 95 no 4 (1924 Montecastello)

1. Tantum ergo op. 100 no 1 (1917 Todi)
2. Tantum ergo op. 100 no 2 (1917 Todi)
3. Tantum ergo op. 100 no 3 (1917 Todi)
4. Tantum ergo op. 100 no 4 (1917 Todi)
5. Tantum ergo op. 100 no 5 (1917 Todi)

- Ave Maria op. 118 no 2 (1920 Todi)

III. Hymnes et chansons populaires
- Rosa ti piace il dentíce?, Polka-canzone op. 31 no 2 (1891 Livorno)
- Il Soldato italiano inno-marcia op. 55 no 2 (1902 Mantova)
- Vado in congedo, canzonetta popolare in forma di marcia op. 55 no 3 (1903 Mantova)
- A Gorizia inno-marcia op. 96 no 1 (1915 Todi)
- Inno dei socialisti della federazione collegiale di Todi op. 96 no 2 (1913 Todi)
- Inno del P. S. A. op. 96 no 3 (1920 Todi)
- Inno della canaglia (marcia dei ribelli) op. 96 no 4 (1920 Todi)

IV. Chansons enfantines
- Il postino gioco per bambini op. 44 no 1 (1894 Trapani)
- Fanciulli d'Italia op. 44 no 2 (1911 Todi)
- Quel che possiede un bimbo op. 44 no 3 (1924 Montecastello)
- Cade la neve op. 44 no 4 (1925 Todi)

#### Œuvres de scène
- Elba scene liriche op. 22 (1889 Livorno)
- Una giornata di vita todina rivista in due quadri op. 112 (1919 Todi)

#### Musique instrumentale
I. Compositions pour orchestre
- Il 2 giugno, epicedio eroico op. 5
- Scena medioevale, ouverture op. 39 (1898 Ancône)
- Imeneo minuetto op. 47 no 4 (1904 Todi)
- Suite de concert op. 54
- Minuetto in re maggiore op. 56 no 1 (1904 Todi)
- Sarabanda op. 56 no 3 (1904 Todi)
- Giga op. 56 no 4 (1904 Todi)
- Paggio biondello, gavotta op. 61 no 1 (1904 Todi)
- Vecchio maniero, gavotta op. 61 no 2
- Gavotta in mi maggiore op. 61 no 3 (1904 Todi)
- Tamburineide op. 62 no 1
- Danza egiziana op. 62 no 4
- Serenata op. 63 no 1
- Danza slava op. 63 no 2
- Danza scioana op. 63 no 3
- Ma belle qui dort op. 63 no 4
- Carlo Goldoni, ouverture giocosa op. 65
- Giuseppe Galliano, sinfonia marziale op. 66
- Giacomo Leopardi, ouverture mesta op. 67
- Stamura, ouverture op. 68
- Balilla, ouverture op. 69
- Masaniello, ouverture op. 70
- Danza spagnuola op. 79 no 1
- Danza albanese op. 110 no 1 (1918 Todi)
- Femando, minuetto op. 111 no 1 (1920 Todi)
- Iolanda, minuetto op. 111 no 2 (1920 Todi)
- Ore romantiche, minuetto op. 117 no 1 (1920 Perugia)
- Ore poetiche, gavotta op. 117 no 2 (1920 Perugia)
- Sarabanda op. 117 no 3 (1922 Todi)

II. Musique de chambre (pour orchestre de chambre)
- Cinguettio, mazurka di concerto op. 1
- Oreste e Pilade op. 3
- La Bajadera, capriccio per flauto (1882 Bari)
- Soliloquio, capriccio per corno op. 11 no 2 (1886 Spoleto)
- Marco Visconti di E. Petrella, fantasia op. 25 (1890 Livorno)
- Coquetterie, polka op. 31 no 4
- Cavalleria rusticana di P. Mascagni, fantasia op. 33 (1891 Livorno)
- Santa Cecilia, polka capriccio op. 43 no 1
- Serenata capricciosa op. 43 no 3 (1904 Todi)
- Tosca di G. Puccini, fantasia op. 58 (1900 Ancône)
- Serenata op. 63 no 1 (1904 Todi)
- Danza slava op. 63 no 2 (1904 Todi)
- Ma belle qui dort, serenatella op. 63 no 4 (1913 Todi)
- Il Carnevale di Venezia, divertimento op. 75 (1911 Todi)
- A tu per tu, polka variata op. 76
- Le tre Grazie, polka capriccio op. 92 no 1
- Ore gaie, polka op. 92 no 2
- Ore allegre, polka op. 92 no 3
- Il festino, minuetto op. 98 no 3 (1920 Todi)
- Danza eterea op. 110 no 4 (1923 Montecastello)

III. Compositions pour piano à deux mains
- Rêverie pour piano sans espoir op. 11 no 1 (1885 Spoleto)
- Virgo clemens, marcia religiosa op. 89 no 1 (1912 Todi)
- Virgo potens, marcia religiosa op. 89 no 2 (1912 Todi)

IV. Compositions pour piano à quatre mains
- Lotta elettorale, mazurka op. 2 no 2
- Epitalamio, mazurka op. 17 no 2 (1891 Livorno)
- Trionfo artistico, marcia militare op. 18 no 4
- Ave Tuder, marcia solenne op. 62 no 2
- Danza scioana op. 63 no 3
- Les Anges du foyer, mazurka op. 72 no 1

V. Compositions pour harmonium
- Danza egiziana op. 62 no 4 (1905 Todi)

VI. Compositions pour orchestre d'instruments à vent (orchestre d'harmonie)
- Il 2 Giugno (G. Garibaldi), epicedio eroico op. 5 (1883 Bari)
- Scena medioevale, ouverture op. 39 (1883 Palermo)
- Suite per banda op. 54 (1898 Ancône)
- Carlo Goldoni, ouverture giocosa op. 65 (1905 Todi)
- Giuseppe Galliano, sinfonia marziale op. 66 (1909 Todi)
- Giacomo Leopardi, sinfonia mesta op. 67 (1909 Todi)
- Stamura, ouverture op. 68 (1910 Todi)
- Balilla, ouverture op. 70 (1910 Todi)
- Masaniello, ouverture op. 70 (1910 Todi)
- Ciceruacchio, ouverture op. 104 (1918 Todi)
- A Porta Pia, bozzetto popolare op. 121 no 2 (1922 Todi)

VII. Compositions pour soliste et orchestre d'instruments à vent
- Cinguettio, mazurka di concerto per 3 clarinetti op. 1 (1881 Catania)
- Oreste e Pilade, duetto di concerto per 2 flicorni op. 3 (1882 Bari)
- La bajadera, capriccio per flauto op. 4
- Soliloquio, capriccio per corno op. 11 no 2
- Marco Visconti, fantasia per flicorno op. 25 (1892 Livorno)
- Fantasia per clarinetto sull'opera Cavalleria rusticana di P. Mascagni op. 33 (1891 Livorno)
- Santa Cecilia, polka capriccio per clarinetto op. 43 no 1 (1 894 Trapani)
- Tosca di G. Puccini, fantasia per clarinetto op. 58 (1900 Ancône)
- Ma belle dort, serenatella per flauto o cornetta op. 63 no 4 (1915 Todi)
- Il Carnevale di Venezia, divertimento per clarinetto op. 75 (1911 Todi)
- A tu per tu, divertimento per 3 cornette op. 76 (1911 Todi)
- Le tre Grazie, polka-capriccio per 2 cornette e clarinetto op. 92 no 1 (1913 Todi)
- Ore gaie, polka per clarinetto op. 92 no 2 (1913 Todi)
- Ore allegre, polka per clarinetto op. 92 no 3 (1913 Todi)
- Nel parco, polka per ottavino op. 92 no 4 (1918 Todi)
- Ore di scuola, capriccio-mazurka op. 118 no 3 (1921 Perugia)
- Ore di studio, capriccio-mazurka op. 118 no 4 (1921 Perugia)
- Die Engelsküsse, danza per sistro op. 110 no 4 (1925 Todi)

VIII. Compositions caractéristiques pour orchestre d'instruments à vent
- Serenata capricciosa op. 43 no 3 (1896 Ancône)
- Tamburineide, danza marziale op. 62 no 1
- Danza zingaresca op. 62 no 3 (1904 Todi)
- Danza egiziana op. 62 no 4 (1907 Todi)
- Danza scioana op. 63 no 3 (1907 Todi)
- Prima danza spagnuola op. 79 no 1 (1911 Todi)
- Seconda danza spagnuola op. 79 no 2 (1918 Todi)
- Danza turca op. 79 no 3 (1915 Todi)
- Danza albanese op. 110 no 1 (1918 Todi)
- Danza circassa op. 110 no 2 (1919 Todi)
- Marcia rumena op. 110 no 3 (1923 Todi)
- Danza epirota op. 123 no 2 (1925 Todi)

IX. Compositions diverses
- Ballabili per pianoforte (40 mazurke, 33 polke, 19 valzer, 9 galop, 5 dancing, 20 danze)
- Danze per orchestra di fiati (8 grandi valzer, 33 mazurke, 36 polke, 18 valzer, 6 galop, 7 dancing, 10 danze)
- Marce per banda (147 marce militari e sinfoniche, 13 marce su canzoni e motivi celebri, 7 marce funebri, 4 marce religiose, 1 marcia nuziale)
- Fantasie per banda (2 fantasie su canzoni celebri, 5 fantasie operistiche)
- Fanfare per ottoni (20 marce, 12 ballabili)

#### Transcriptions
- Divertimenti per flicorno tenore (140 melodie operistiche)

- Divertimenti per flicorno soprano (160 melodie operistiche)

- Divertimenti per flicorno baritono (120 melodie operistiche)

- Divertimenti per trombone tenore (140 melodie operistiche)

- Divertimenti per tromba (50 melodie operistiche)

- Divertimenti per flicorno contralto (50 melodie operistiche)

- Divertimenti per corno (50 melodie operistiche)

## Écrits
Publiés par la Scuola di musica Istituto Crispolti, Todi; le Centro di Studi C. Della Giacoma, Todi; manuscrits dans la famille, Todi:
I. Travaux musicologiques
- Nomenclatura musicale tedesco-italiana e italiana-tedesco (1905 Todi)

- Massimario musicale (1905 Todi)

- Dizionario del musicista (1911 Todi)

- Calendario musicale (1915-17 Todi)

- Dizionario degli istrumentisti (1917-18 Todi)

II. Travaux didactiques
- Solfeggio parlato op. 124 no 1 (1904 Todi)

- Ciclo tonale esercizio d'intonazione op. 124 no 2 (1904 Todi)

- Metodo per clarinetto op. 125 (1904 Todi)

- Metodo per flicorno op. 126 (1904 Todi)

- Metodo per sassofono op. 127 (1904 Todi)

- Metodo per sistro a piramide op. 128 (1905 Todi)

- Metodo per trombone op. 129 (1905 Todi)

- Metodo per basso op. 130 (1905 Todi)

- Metodo per tamburo op. 131 (1905 Todi)

- Teoria della musica (1912 Todi)

- Studi per ottavino op. 132 (1914 Todi)

- Studi per flauto op. 133 (1914 Todi)

- Studi per oboe o saxofono soprano op. 134 (1914 Todi)

- Studi per tromba op. 135 (1914 Todi)

- Studi per cornetta op. 136 (1914 Todi)

- Studi corno a macchina op. 137 (1914 Todi)

- Studi per contrabbasso op. 138 (1914 Todi)

- Studi e duetti per flicorno (1904 Todi)

- Metodo per tromba

- Metodo per flicorno soprano o cornetta

- Metodo per flicorno contralto o tenore

- Metodo per flicorno baritono o basso

- Metodo per flicorno contrabbasso

- Studi per fagotto

- Studi per contrabbasso ad ancia

- Solfeggio ritmico per tamburo

## Autres
Une place dénommée Piazzale Carlo della Giacoma lui est consacrée à Todi.